# Усть-Уруш
Усть-Уру́ш (рос. Усть-Уруш) — селище у складі Таштагольського району Кемеровської області, Росія.

## Населення
Населення — 6 осіб (2010; 11 у 2002).
Національний склад (станом на 2002 рік):
- росіяни — 73 %